# Pterolophia fuchsi
Pterolophia fuchsi là một loài bọ cánh cứng trong họ Cerambycidae.